# Beatrice Venezi
Beatrice Venezi (n. 5 martie 1990, Lucca, Toscana, Italia) este o pianistă și dirijoare italiană.